# Alburnus doriae
Espèce
Alburnus doriae est un poisson d'eau douce de la famille des Cyprinidae.

## Étymologie
Son nom d'espèce lui a donné en l'honneur du marquis Giacomo Doria (1840-1913), naturaliste italien du XIXe siècle.

## Publication originale
- De Filippi, 1865 : Note di un viaggio in Persia nel 1862. p. 357-360 (texte intégral).